# 社会工作者职业水平考试

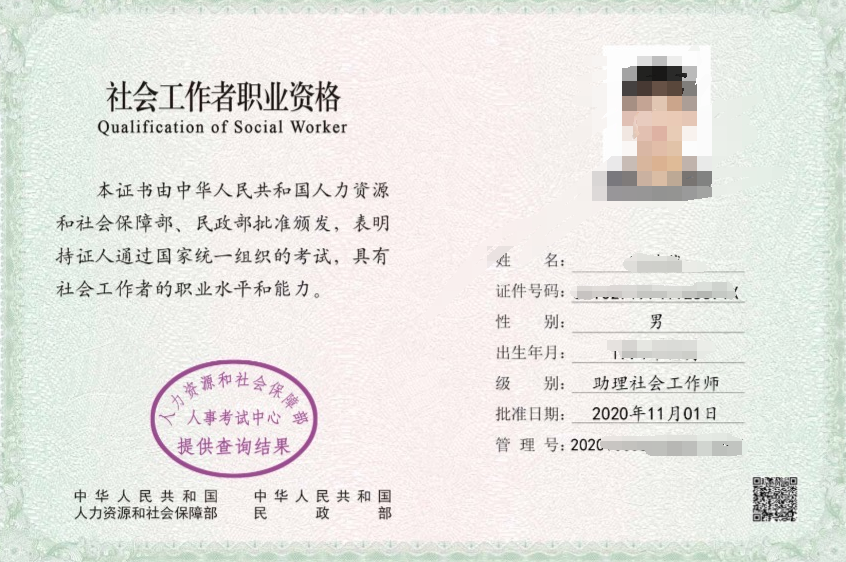
社会工作者职业资格证（助理）

社会工作者职业水平考试是中华人民共和国民政部、人力资源和社会保障部自2008年起开始实施的社会工作者职业水平考试，目前共分为助理社会工作师、社会工作师和高级社会工作师三个级别的考试，考试通过者分别获得对应的社会工作者职业资格证书。

## 历史
2008年起，先行实施助理社会工作师、社会工作师职业水平考试。2019年起，增设实施高级社会工作师职业水平考试。